# Glossaster
Glossaster is een geslacht van uitgestorven zee-egels uit de familie Cassidulidae. Vertegenwoordigers van dit geslacht zijn slechts als fossiel bekend.

## Soorten
- Glossaster welschi Gauthier, 1931 †